# Now You See Me: Now You Don't
Now You See Me: Now You Don't is een aankomende Amerikaanse kraakfilm geregisseerd door Ruben Fleischer. De film is het derde deel in de Now You See Me-filmserie en een direct vervolg op Now You See Me 2 uit 2016.

## Verhaal
De film volgt overvaller J. Daniel Atlas, hij is niet meer samen met de andere leden van de Four Horsemen groep. Hij besluit daarop een nieuwe groep bij elkaar te verzamelen voor een nieuwe grote klus: het stelen van het meest kostbare juweel uit de geschiedenis. De edelsteen is echter in handen van een familie die zaken doet met ongure mensen. Wanneer de andere Horsemen toch besluiten Daniel te hulp te schieten, moeten ze het gezamenlijk op zien te nemen tegen een criminele organisatie die op wereldwijde schaal opereert.

## Rolverdeling
| acteur            | personage               |
| ----------------- | ----------------------- |
| Jesse Eisenberg   | J. Daniel "Danny" Atlas |
| Woody Harrelson   | Merritt McKinney        |
| Dave Franco       | Jack Wilder             |
| Isla Fisher       | Henley Reeves           |
| Morgan Freeman    | Thaddeus Bradley        |
| Justice Smith     | Charlie                 |
| Dominic Sessa     | Bosco                   |
| Ariana Greenblatt | June                    |
| Rosamund Pike     | Veronika Vanderberg     |
| Mark Ruffalo      | Dylan Rhodes            |
| Daniel Radcliffe  | Walter Mabry            |
| Sebastian Hansen  | jonge Bosco             |
| Myah Banton       | Leslie                  |
| Thabang Molaba    | Lethabo Khoza           |

## Achtergrond
De film werd geregisseerd door Ruben Fleischer en geproduceerd door Bobby Cohen en Alex Kurtzman. Het scenario van de film werd geschreven door Seth Grahame-Smith, Michael Lesslie, Paul Wernick en Rhett Reese, gebaseerd op een verhaal geschreven door Eric Warren Singer. De film is het derde deel in de Now You See Me-filmserie en een direct vervolg op Now You See Me 2 uit 2016. De opnames van de film gingen in juli 2024 van start in Boedapest, Hongarije met George Richmond als cameraman. De opnames werden in november 2024 afgerond. Verder werd er ook gefilmd in Antwerpen (bijvoorbeeld in het Station Antwerpen-Centraal), België en in de Verenigde Arabische Emiraten, in Abu Dhabi waaronder bij Ferrari World Abu Dhabi, Yas Marina Circuit en CLYMB Abu Dhabi. In april 2024 werd bevestig dat Jesse Eisenberg, Woody Harrelson, Dave Franco, Isla Fisher en Morgan Freeman hun hoofdrollen uit de twee voorgaande films zouden hernemen. Andere hoofdrollen waren weggelegd voor onder anderen Justice Smith, Dominic Sessa en Ariana Greenblatt.
In april 2025 werd bekend dat de film de officiële titel Now You See Me: Now You Don't zou dragen in plaats van simpelweg Now You See Me 3. De ondertitel was eerder al voorgesteld voor het tweede deel, maar werd destijds om marketingredenen afgewezen.

## Release
Op 28 april 2025 werd de eerste trailer van de film uitgebracht. Now You See Me: Now You Don't staat gepland om door distributeur Lionsgate op 14 november 2025 in de Verenigde Staten uitgebracht te worden in de bioscopen.